# Livinallongo del Col di Lana
Livinallongo del Col di Lana (ladinisch Fodom, deutsch Buchenstein) ist eine Gemeinde in der italienischen Provinz Belluno, Region Venetien. Das Gemeindegebiet erfasst das gesamte Buchensteintal; so erklärt sich seine Größe von 99 Quadratkilometern bei nur 1234 Einwohnern (Stand 31. Dezember 2023).

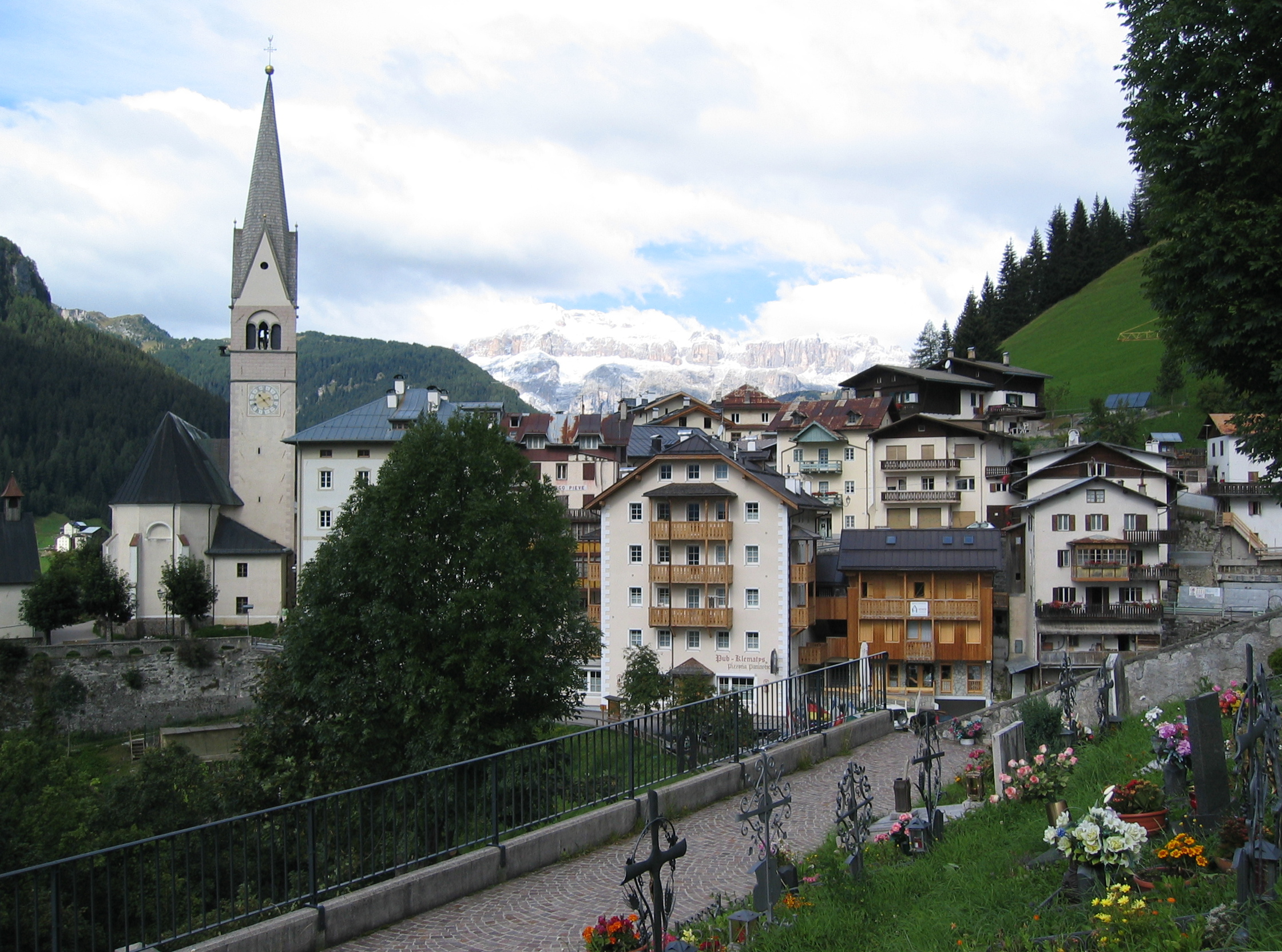
Blick vom Friedhof aus auf Livinallongo del Col di Lana

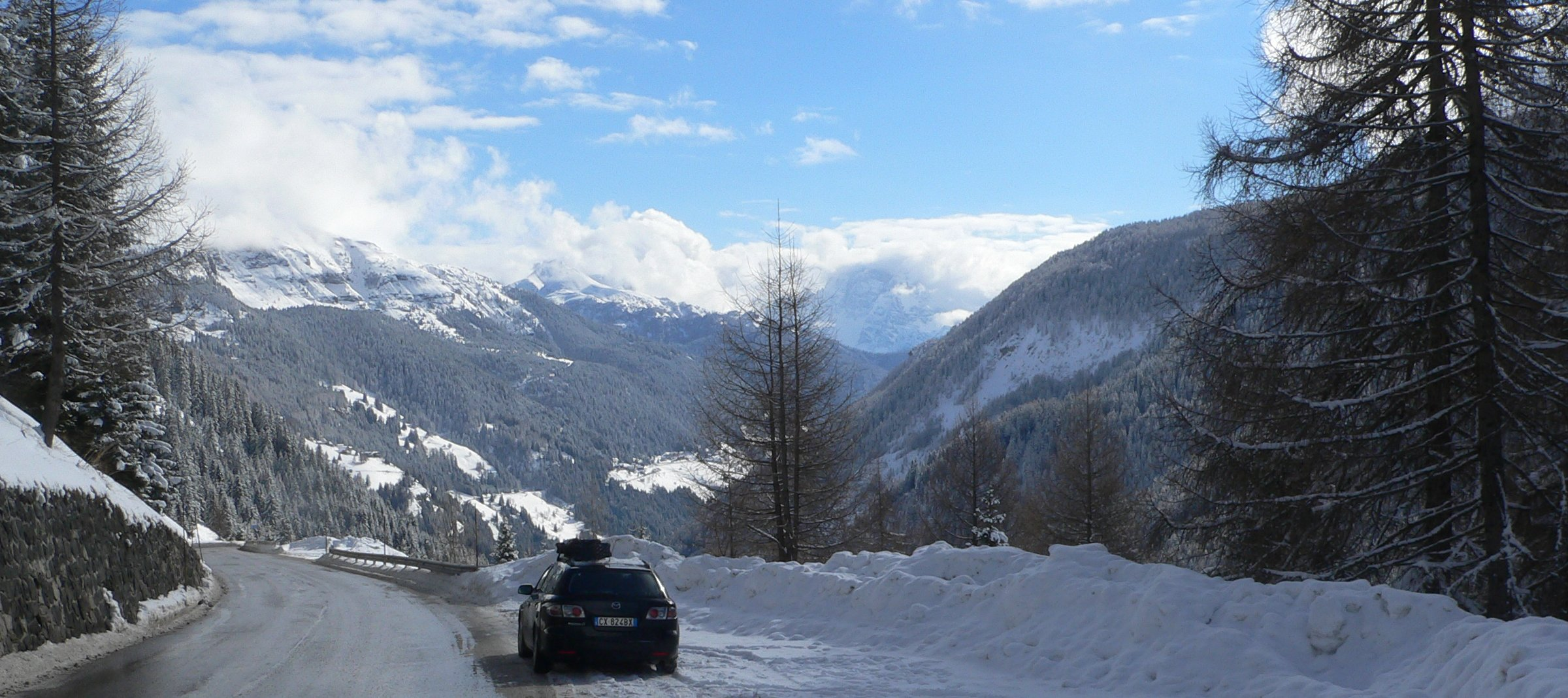
Livinallongo del Col di Lana

## Geografie
Im Osten der Gemeinde liegt der im Dolomitenkrieg zum Teil gesprengte Col di Lana.
Im Westen wird die Gemeinde vom Alpenpass Pordoijoch und im Norden vom Campolongopass begrenzt.

### Gemeindegliederung
Die Gemeinde ist in 29 Ortsteile gegliedert, die sich als geschlossene Dörfer über das ganze Buchensteintal verteilen.
| - Alfauro (ladinisch L Fèver) - Agai (ladinisch Daghè) - Andraz (ladinisch Andrac) - Arabba (ladinisch Reba) - Brenta - Castello (ladinisch Ciastel) - Cernadoi (ladinisch Cernadou) - Cherz (ladinisch Chierz) - Contrin - Collaz (ladinisch Colac) - Corte (ladinisch la Court) - Davedino (ladinisch Davedin) - Fedèra - Larzonei (ladinisch Larcionei) - Livine (deutsch: Feder) - Ornella (ladinisch Ornela) | - Palla (ladinisch Pala) - Pallua (ladinisch Palua) - Pieve di Livinallongo: Hauptort und Verwaltungssitz (ladinisch La Plie’ da Fodom) - Renaz (ladinisch Renac) - Ruaz (ladinisch: Ruac) - Roncat - Salesei (ladinisch Salejei) - Sottinghiazza (ladinisch Sotinglacia) - Soraruaz (ladinisch Souraruac) - Sottil (ladinisch Sotil) - Vallazza (ladinisch Valacia) - Varda (ladinisch Verda) - Visinè di Là - Visinè di Qua |

Der Ortsteil Arabba (dt. Buchenstein, ladinisch Rèba) ist heute als Wintersportort bekannt.

### Nachbargemeinden
Nachbargemeinden sind Abtei (BZ), Canazei (TN), Colle Santa Lucia, Cortina d’Ampezzo, Corvara (BZ) und Rocca Pietore.

## Geschichte
1027 ist Buchenstein Teil der Grafschaftsübertragung im Eisack- und Inntal an das Bistum Brixen durch Kaiser Konrad II. Urkundlich wird es im 13. Jahrhundert erstmals genannt.
Zwischen 1897 und 1900 wurden die Festungen von La Corte, Ruaz (abgerissen) und Tra i sassi (Valparolapass) von den Österreichern errichtet. Bis zum Ende des Ersten Weltkrieges gehörte das Gebiet als Teil von Tirol zu Österreich-Ungarn.
1915 wurde das Gebiet im Krieg evakuiert und die Orte, die im Kampfgebiet an der österreichisch-italienischen Grenze lagen, schwer zerstört. Durch den Vertrag von Saint-Germain kam Livinallongo zusammen mit Südtirol zu Italien und wurde 1923 der Provinz Belluno angegliedert. 1933 verfügte Benito Mussolini den Namenszusatz „del Col di Lana“, der in einem von der Region Venetien angeordneten Gemeindereferendum 1983 bestätigt wurde.

## Sehenswürdigkeiten
- Burg Andraz

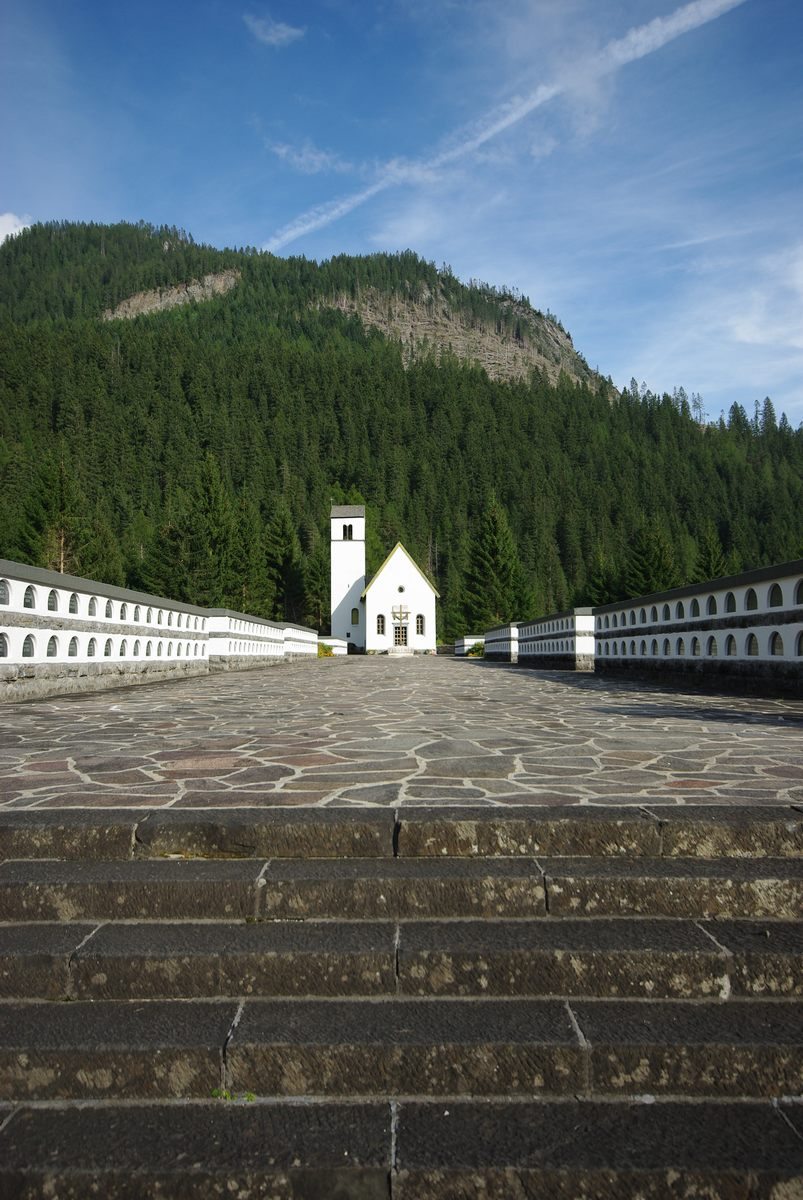
Sacrario Militare di Pian di Salesei

- Ladinisches Museum in Pieve di Livinallongo
- Hl. Anna und Maria des Bildhauers Franz Tavella in der Pfarrkirche von Pieve di Livinallongo
- Kriegergedenkstätte am Pordoijoch für die Gefallenen des Ersten Weltkriegs
- Sacrario Militare di Pian di Salesei
- Festung „Forte la Corte“ zwischen Pieve und Arabba in Corte (heute Ruine)
- alte Mühle in Arabba

## Persönlichkeiten
- Lukas Römer von Maretsch (um 1520–1581/82), Politiker und Diplomat
- Jacob Zanusi (1679–1742), Maler
- Jakob Crepaz-Maidl (1874–1940), Bildhauer
- Giuani Enrich (1881–1970), Bildhauer
- Rudolf Vallazza (1888–1951), Bildhauer